# Hrvatska riječ (Split, 1924.)
Hrvatska riječ je bio hrvatski dnevnik iz Splita. U impresumu su se deklarirale kao glasilo dalmatinskih Hrvata. Bile su glasilom Hrvatske seljačke stranke. Pokrenuo ih je Kerubin Šegvić.
Izašle su prvi put 10. travnja 1924., a prestale su izlaziti krajem te iste godine, jer su ih vlasti zabranile. Uređivao ih je Vlaho Raić.
Izlazile su svakodnevno.